# Helmut Köglberger
Helmut Köglberger (ur. 12 stycznia 1946 w Steyr, zm. 23 września 2018) – austriacki piłkarz występujący na pozycji napastnika. Był pierwszym czarnoskórym piłkarzem w historii reprezentacji Austrii.

## Kariera klubowa
Helmut Köglberger karierę rozpoczął w amatorskich drużynach SV Sierning w SK Amateure Steyr. W 1964 roku za 40 tysięcy szylingów trafił do LASK Linz. Już w pierwszym sezonie gry w tym klubie, Köglberger został mistrzem Austrii. Był to pierwszy przypadek w historii, by austriacką ekstraklasę wygrała drużyna spoza Wiednia (był to 54. sezon tych rozgrywek). W 1965 roku LASK zdobył również Puchar Austrii, znów jako pierwsza drużyna spoza Wiednia. Drużyna z Linzu dwa sezony później ponownie grała w finale rozgrywek. Po dwumeczu z Austrią Wiedeń, w którym przegrała 1:2 i wygrała 1:0, puchar trafił do rywali, o czym zadecydował rzut monetą.
W 1968 roku Köglberger przeszedł do Austrii Wiedeń. W sezonie 1968/69 znów zdobył mistrzostwo kraju. Strzeliwszy 31 goli został przy tym królem strzelców rozgrywek. Był wówczas trzecim najlepszym strzelcem w Europie. Austria Wiedeń z Köglbergerem w składzie wygrała ligowe rozgrywki również w kolejnym sezonie. Stołeczny klub opuścił rozegrawszy dla niego 301 meczów i zdobywszy 202 bramki.
Na początku 1975 roku Helmut Köglberger wrócił do LASK Linz, w którym grał już do końca kariery. W jego barwach spędził również jedyny w zawodowej karierze sezon poza austriacką ekstraklasą. W sezonie 1977/78 LASK zajął ostatnią pozycję w tabeli i spadł do pierwszej ligi. Köglberger zdobył w niej 24 bramki i już po roku LASK wrócił do najwyższej klasy rozgrywkowej.
W 2008 roku, przy okazji obchodów stulecia LASK Linz, został wybrany najlepszym piłkarzem w historii klubu.

## Kariera reprezentacyjna
W reprezentacji Austrii Helmut Köglberger zadebiutował mając 19 lat w przegranym 0:3 meczu eliminacji Mistrzostw Świata w Piłce Nożnej 1966 przeciwko Węgrom. Został tym samym pierwszym czarnoskórym zawodnikiem w historii tej kadry. Pierwszego gola dla drużyny narodowej strzelił 27 kwietnia 1969 roku w meczu towarzyskim z Maltą, który Austriacy wygrali 3:1 po dwóch bramkach Köglbergerera i trafieniu Wilhelma Kreuza. W 1975 roku dwukrotnie był kapitanem drużyny narodowej.

## Sukcesy
LASK Linz
- mistrzostwo Austrii (1): 1964/1965
- Puchar Austrii (1): 1965

Austria Wiedeń
- mistrzostwo Austrii (2): 1968/1969, 1969/1970
- Puchar Austrii (2): 1971, 1974

Indywidualne
- król strzelców austriackiej ekstraklasy (2): 1968/1969 (31 goli), 1974/1975 (22 gole)
- trzecie miejsce w klasyfikacji Europejskiego Złotego Buta (1): 1968/1969
- najlepszy piłkarz stulecia LASK Linz: 2008

## Kariera trenerska
Po zakończeniu kariery piłkarskiej Köglbergerer uzyskał licencję UEFA A. Trenował juniorskie zespoły VÖEST Linz i LASK Linz oraz kilka mniejszych, amatorskich drużyn.

## Życie prywatne
Helmut Köglberger jest synem Amerykanina i Austriaczki. Ojciec był alianckim żołnierzem okupującym Austrię, a matka była pokojówką. Köglberger nigdy nie poznał ojca, a matka wcześnie porzuciła przyszłego piłkarza. Helmuta Köglbergera wychowała więc babcia ze strony matki mieszkająca w Sierning.
Od 1966 roku był żonaty z Christine Köglberger. Para ma trzech synów (Michaela, Helmuta i Stefana). Najmłodszym z nich jest Stefan, który prowadzi wspieraną przez ojca akademię piłkarską w Nairobi.
W 1982 roku przeszedł operację usunięcia guza mózgu. W późniejszych latach przeżył również zawał serca.
Na co dzień mieszkał w Altenberg bei Linz.